# Grâce Yango
Pour les articles homonymes, voir Yango.
Jeannette Grâce Ngock Yango, née le 12 juin 1993 à Yaoundé, est une footballeuse camerounaise évoluant au poste de milieu de terrain au DC Power.

## Carrière

### Carrière en club
Grâce Yango évolue en faveur du 1. FFC Turbine Potsdam en Allemagne jusqu'en 2013. Avec cette équipe, elle se classe deuxième du championnat d'Allemagne en 2013, et atteint la finale de la Coupe d'Allemagne la même année. 
Elle évolue ensuite en France au FF Yzeure de 2013 à 2015. Elle joue ensuite au FC Rouen de 2015 à 2016 et au Stade brestois 29 de 2016 à 2017, avant de retourner à Rouen de 2017 à 2018. Elle rejoint ensuite l'US Saint-Malo en 2018 pour une saison avant de rejoindre l'En avant Guingamp en 2019, puis le FC Fleury 91 en 2021.
Le 13 janvier 2023, elle devient une joueuse de l'Olympique de Marseille.
Après six mois au sein du club phocéen en deuxième division, elle retourne en juillet 2023 à l'En avant Guingamp.

### Carrière en sélection
Elle dispute avec l'équipe du Cameroun féminine, le championnat d'Afrique 2010, les Jeux olympiques de 2012, le championnat d'Afrique 2014, la Coupe du monde 2015, ainsi que la Coupe d'Afrique des nations 2016. En 2014 et 2016, lors de la Coupe d'Afrique, le Cameroun s'incline à deux reprises en finale face au Nigeria. 
Lors du tournoi olympique organisé en Grande-Bretagne, Grace Yango joue trois matchs. Il s'agit de trois défaites. Lors du mondial organisé au Canada, elle dispute quatre matchs. Le Cameroun enregistre deux victoires lors du mondial, contre l'Équateur et la Suisse.
Elle participe en 2018 à la Coupe d'Afrique des nations féminine de football. En 2019, elle est de nouveau retenue dans la sélection nationale du Cameroun pour la Coupe du monde de football féminin.
Elle est appelée en équipe du Cameroun pour disputer la Coupe d'Afrique des nations 2022.

## Palmarès
- Finaliste du championnat d'Afrique 2014 avec l'équipe du Cameroun
- Finaliste de la Coupe d'Afrique des nations 2016 avec l'équipe du Cameroun
- Troisième de la Coupe d'Afrique des nations 2018 avec l'équipe du Cameroun
- Vice-championne d'Allemagne en 2013 avec le FFC Turbine Potsdam
- Finaliste de la Coupe d'Allemagne en 2013 avec le FFC Turbine Potsdam